# Stefano Manetti
Stefano Manetti (* 20. dubna 1959 Florencie) je italský římskokatolický duchovní a biskup Fiesole.

## Život
Narodil se 20. dubna 1959 ve Florencii
Vstoupil do arcibiskupského kněžského semináře. Po teologickém studiu byl 19. dubna 1984 arcibiskupem Silvanem Piovanelli vysvěcen na kněze. Stal se farním vikářem u Santa Maria ve čtvrti Coverciano a poté asistentem společnosti mládeže San Michele. Následně působil ve farnosti sv. Tomáše v Certaldo. Od roku 2002 byl spirituálem kněžského semináře, kanovníkem baziliky San Lorenzo a od roku 2009 katedrály Santa Maria del Fiore.
Roku 2005 byl ustanoven rektorem semináře a vedoucím centra pro povolání. Dne 31. ledna 2014 jej papež František jmenoval biskupem Montepulciana-Chiusi-Pienzy. Biskupské svěcení přijal 25. března z rukou kardinála Giuseppe Betoriho a spolusvětiteli byli kardinálové Silvano Piovanelli, Gualtiero Bassetti, biskupové Rodolfo Cetoloni a Claudio Maniago.
Dne 21. dubna 2022 byl přemístěn na biskupský stolec ve Fiesole.